# Myrmicocrypta elisabethae
Myrmicocrypta elisabethae är en myrart som beskrevs av Weber 1937. Myrmicocrypta elisabethae ingår i släktet Myrmicocrypta och familjen myror. Inga underarter finns listade i Catalogue of Life.